# Selago chalarantha
Selago chalarantha är en flenörtsväxtart som beskrevs av O.M. Hilliard. Selago chalarantha ingår i släktet Selago och familjen flenörtsväxter. Inga underarter finns listade i Catalogue of Life.